# Таймлесс. Сапфировая книга
«Таймлесс. Сапфировая книга» — продолжение романа Таймлесс. Рубиновая книга трилогии «Таймлесс» немецкой писательницы Керстин Гир, вышедший в 2010 году. В 2013 году книга была выпущена в России издательством Робинс.

## Сюжет
Приключения юной Гвендолин Шеферд продолжаются! Она начинает все больше узнавать о тайнах мира путешественников во времени. Ей предстоит разгадать больше загадок и научиться быть светской леди для приемов в XVIII веке. Гвендолин узнает больше о своей семье, в первую очередь о её дедушке Лукасе. Также Гвен подозревает, что Гидеон скрывает что-то от неё, возможно какую-то сокровенную страшную тайну... Но с появлением нового, слегка надоедливого друга Химериуса, девушке становится легче преодолевать все препятствия на пути.

## Отзывы
Книга получает хорошие отзывы от читателей. По рецензиям некоторых из них можно понять, что книга захватывает своей историей любви. В основном так же целевой аудиторией являются девочки-подростки. Отмечено умение писательницы изображать историю простым языком, легко понимаемым для читателей. Появление новых ярких персонажей в книге вызвало радость поклонников. Отмечен персонаж Химериус за свои «Юмор» и «Харизму».

## Экранизация
Съемки второго фильма из серии Таймлесс. Трилогия драгоценных камней начались 7 октября 2013. В предварительных планах — выход на экраны 14 августа 2014., в России — 25 сентября 2014.